# Miercurea-Ciuc
Miercurea-Ciuc (en hongarès: Csíkszereda, en alemany: Szeklerburg) és la capital de la província de Harghita, a Romania. Està situada a la regió històrica de la Transsilvània.

## Demografia
Segons el cens de 2002, la ciutat té una població de 42,029 habitants, dels quals 34,388 o un 81,8% són hongaresos.

## Descripció
Miercurea-Ciuc és la capital de la Província Harghita. La ciutat està situada a la part est del comtat, a la Vall d'Olt. Abans de 1918, Miercurea-Ciuc era la capital del Comtat de Csík, del Regne d'Hongria.

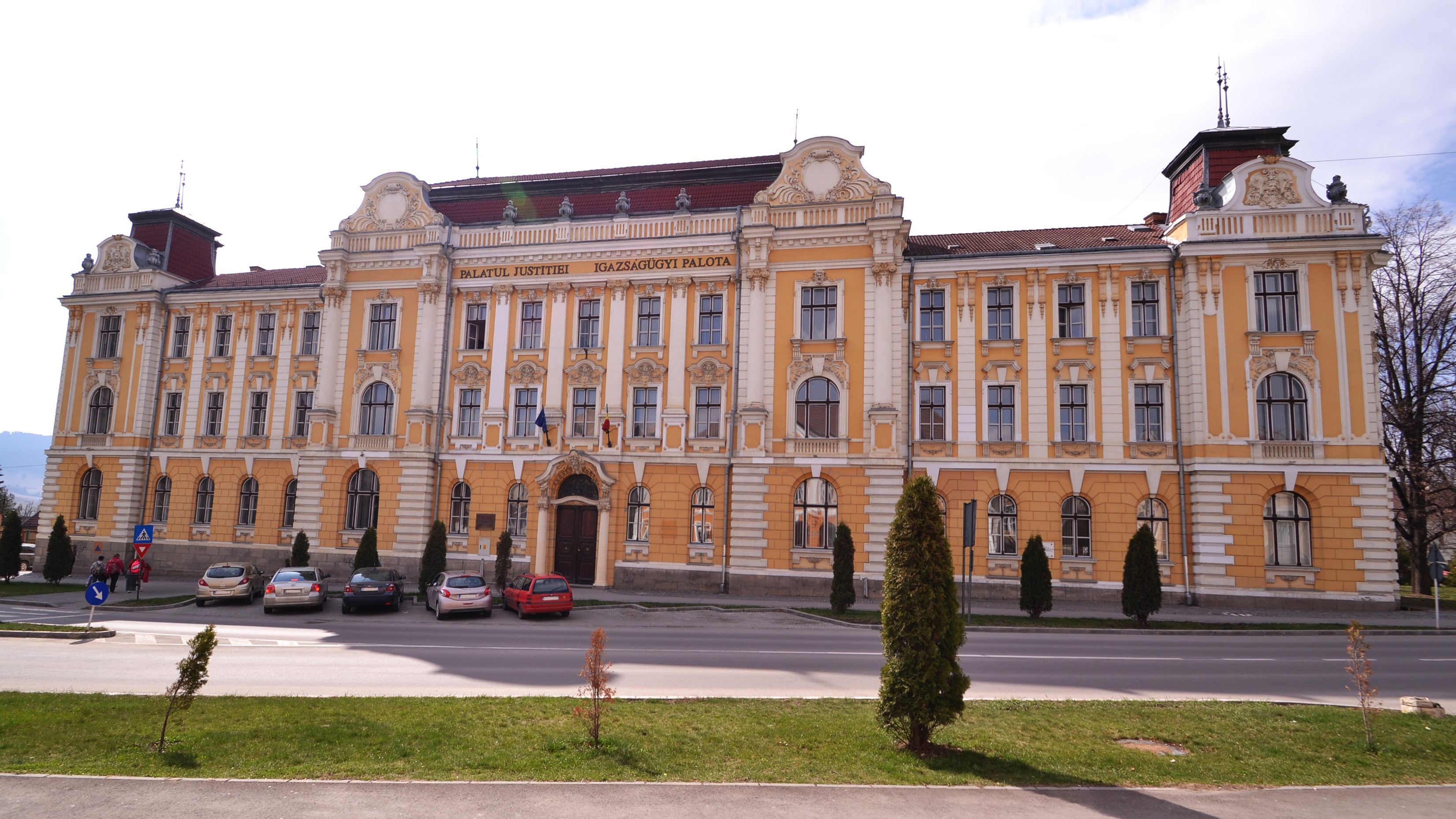
Palau de Justícia

Després que la ciutat esdevingués la capital províncial l'any 1968, es construí el centre de la ciutat seguint un nou estil socialista. Es començà a desenvolupar com a centre de la cultura i identitat dels Székler. L'any 2001, es convertí el vell Hotel Harghita en la Universitat Hongaresa de la Transsilvània Sapientia, que, tot i ser una universitat privada, és la primera universitat hongaresa de Romania. Altres ciutats transilvanes també tenen facultats universitàries Sapientia. Des de la seva obertura, la universitat ha atret cada cop més joves i intel·lectuals.
Miercurea-Ciuc és una de les ciutats més fredes de tota Romania, amb temperatures d'hivern que poden arribar als -30 °C, tot convertint la ciutat en un espai ideal per a esports d'hivern. La pista de patinatge de Miercurea-Ciuc, Vákár Lajos műjégpálya, és la seu anual dels campionats nacionals d'hoquei sobre gel, que sovint acostuma a guanyar l'equip local, Csíkszeredai Sport Club. Un altre símbol típic de la ciutat és la famosa cervesa Ciuc (també coneguda com a Csíki sör), considerada per alguns la millor cervesa de Romania.
El Carrer Sándor Petőfi és el principal carrer per a vianants de la ciutat. Té un ambient jove gràcies a la presència d'estudiants, i reuneix molts restaurants moderns i cafeteries de moda. Les seves especialitats Székler evoquen imatges d'una petita ciutat de l'Europa de l'Est.

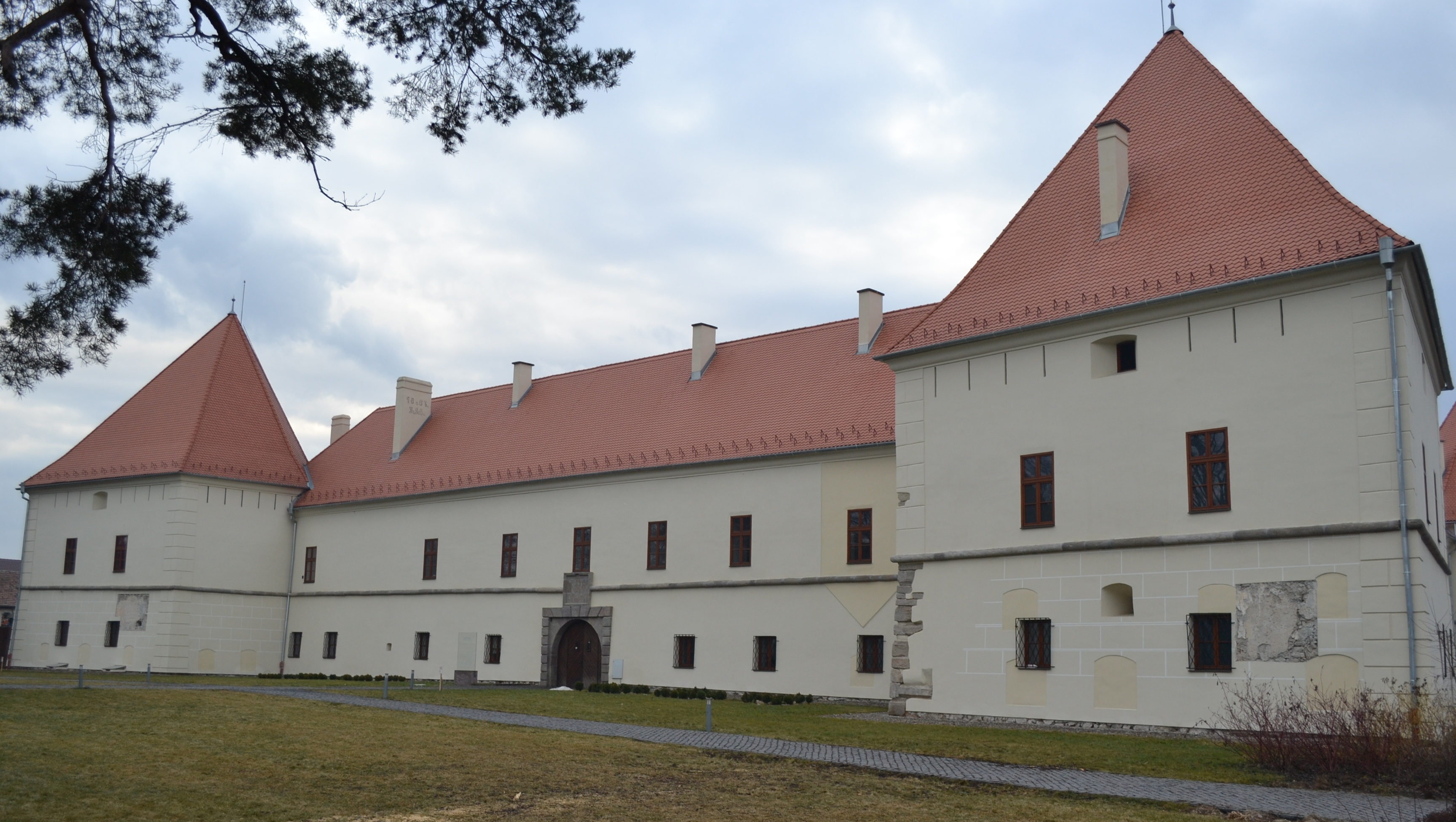
Castell Mikó

Al centre de la ciutat, el punt principal d'interès és el Castell Mikó, construït en un estil renaixentista tardà. El castell original, més ornamental, es construí al segle xvii per ordre de Ferenc Mikó Hídvégi, el conseller personal de Gabriel Bethlen, governador de Transsilvània d'aquella època. Bona part del castell quedà destruïda el 1661 durant els assalts tàtars, però fou reconstruïda a inicis del segle xviii i utilitzada principalment com a caserna militar; avui dia alberga el Museu Csík Székely. Darrere el castell s'hi pot trobar una petita Skanzen (poblet de museu), un grupet de cases Csík tradicionals i tanques de fusta. Al carrer que surt del castell hi ha la casa de la vil·la, construïda el 1886, originalment l'edifici del comtat en temps de l'antiga corona hongaresa. Al costat del castell hi ha la Cort de Justícia del 1904. L'últim afegitó significant al paisatge arquitectònic és el problemàtic Temple del Mil·lenni de 2001, dissenyat per l'arquitecte hongarès Imre Makovecz i situat al costat de l'Església Barroca de la Santa Creu
A pocs quilòmetres de la part est del centre de la ciutat hi ha l'església de Csíksomlyó. Una gran prada de la rodalia ha acollit una peregrinació anual de catòlics durant centenars d'anys. L'esdesdeveniment atrau diversos centenars de milers de persones cada any i se celebra el diumenge de Pentecosta del mes de juny. S'anomena Dia de Sant Csíksomlyó (en hongarès: Csíksomlyói Búcsú). Aquesta trobada tradicional reuneix els hongaresos Székely i Csángó residents a la regió, i també un bon nombre de catòlics (la majoria hongaresos) d'altres parts de la Transsilvània, d'Hongria i d'arreu del món.

## Ciutats agermanades
- Želiezovce, Eslovàquia